# 奈拉 (德国)
奈拉（德語：Naila，發音：[ˈnaɪlaː] ⓘ）是德国巴伐利亚州上弗兰肯行政区霍夫县的城市，面积37.04平方千米，人口为人。